# Tercera Federación - Grupo II 2024-25
La temporada 2024-25 del Grupo II de la Tercera Federación de fútbol comenzó el 8 de septiembre de 2024 y finalizó el 11 de mayo de 2025. Posteriormente se disputó la promoción de ascenso entre el 18 de mayo y el 8 de junio en su fase territorial, y para finalizar en su fase nacional entre el 15 y 22 de junio. Se trata de la cuarta edición tras la restructuración de las categorías no profesionales por parte de la RFEF a causa de la pandemia global causada por el Coronavirus; y es la quinta categoría a nivel nacional.

## Sistema de competición
Participan dieciocho clubes encuadrados en un único grupo. Se enfrentan todos contra todos en dos ocasiones -una en campo propio y otra en campo contrario- durante un total de 34 jornadas. El orden de los encuentros se decide por sorteo antes de empezar la competición. La Federación de Fútbol del Principado de Asturias es la responsable de designar las fechas de los partidos y los árbitros de cada encuentro, reservando al equipo local la potestad de fijar el horario exacto de cada encuentro.
Una vez finalizada la competición, el primer clasificado asciende directamente a Segunda Federación y se proclama campeón de Tercera Federación.
Los clasificados entre el segundo y el quinto lugar disputan un Play Off territorial en formato de eliminatorias a doble partido ida y vuelta. En caso de empate el vencedor de la eliminatoria es el equipo mejor clasificado. El equipo vencedor de este Play Off se clasifica a la Promoción de ascenso a Segunda Federación que tiene carácter de final interterritorial.
Los tres últimos clasificados descienden directamente a Primera RFFPA. Puede haber más descensos por arrastre provocados por descensos de superior categoría.

## Ascensos y descensos
| Pos. | Ascendidos a 2.ª Federación |
| ---- | --------------------------- |
| 1º   | U. D. Llanera               |

| Pos. | Descendidos de 2.ª Federación |
| ---- | ----------------------------- |
| 16º  | Real Oviedo Vetusta           |
| 18º  | C. D. Covadonga               |

| Pos. | Ascendidos de Primera RFFPA |
| ---- | --------------------------- |
| 2º   | E. I. San Martín R. A.      |
| 3º   | C. D. Mosconia              |
| 4º   | Deportivo Roces             |

| Pos. | Descendidos a Primera RFFPA |
| ---- | --------------------------- |
| 15.º | C. D. Llanes                |
| 16.º | U. D. Gijón Industrial      |
| 17.º | Luarca C. F.                |
| 18.º | Barcia C. F.                |

## Equipos

### Listado de equipos
| Club                                   | Fundación | Estadio                    | Capacidad | Localidad/Barrio | Concejo                    |
| -------------------------------------- | --------- | -------------------------- | --------- | ---------------- | -------------------------- |
| Avilés Stadium Club de Fútbol          | 2015      | Muro de Zaro               | 4.000     | Avilés           | Avilés                     |
| Caudal Deportivo                       | 1918      | Hermanos Antuña            | 2.940     | Mieres del Camín | Mieres                     |
| Unión Club Ceares                      | 1946      | La Cruz                    | 1.500     | Ceares           | Gijón                      |
| Club Deportivo Colunga                 | 1934      | Santianes                  | 2.000     | Colunga          | Colunga                    |
| Condal Club                            | 1968      | Alejandro Ortea            | 2.000     | Noreña           | Noreña                     |
| Club Deportivo Covadonga               | 1979      | Álvarez Rabanal            | 2.000     | Oviedo           | Oviedo                     |
| Club Deportivo Lealtad de Villaviciosa | 1916      | Las Callejas               | 2.000     | Villaviciosa     | Villaviciosa               |
| L'Entregu Club de Fútbol               | 1997      | Nuevo Nalón                | 1.200     | El Entrego       | San Martín del Rey Aurelio |
| Sociedad Deportiva Lenense             | 1953      | El Sotón                   | 3.000     | Pola de Lena     | Lena                       |
| Club Deportivo Mosconia                | 1961      | Marqués de la Vega de Anzo | 4.000     | Grado            | Grado                      |
| Real Oviedo Vetusta                    | 2006      | El Requexón                | 3.000     | Oviedo           | Oviedo                     |
| Club Deportivo Praviano                | 1949      | Santa Catalina             | 2.500     | Pravia           | Pravia                     |
| Club Deportivo Roces                   | 1952      | Covadonga                  | 500       | Roces            | Gijón                      |
| Escuela de Iniciación San Martín       | 2012      | El Florán                  | 1.100     | Blimea           | San Martín del Rey Aurelio |
| Sporting Atlético                      | 1960      | Mareo                      | 3.000     | Mareo            | Gijón                      |
| Real Titánico                          | 1964      | Las Tolvas                 | 2.000     | Pola de Laviana  | Laviana                    |
| Club Deportivo Tuilla                  | 1952      | El Candín                  | 2.800     | Tuilla           | Langreo                    |
| Urraca Club de Fútbol                  | 1979      | La Corredoria              | 1.700     | Posada de Llanes | Llanes                     |

### Distribución geográfica
18 equipos de la comunidad autónoma del Principado de Asturias 
| Avilés St. Caudal Ceares Colunga Condal Covadonga Lenense L'Entregu Lealtad Mosconia Vetusta Praviano Roces San Martín Sporting Atlético R.Titánico Tuilla Urraca |

Hay representantes de seis de las ocho comarcas del Principado de Asturias; siendo las de Gijón, Nalón y Oviedo con cuatro equipos las mejores representadas. Tan solo la Comarca del Narcea y la Comarca del Eo-Navia no tienen ningún representante.
4 equipos de Gijón y su comarca:
- U. C. Ceares
- C. D. Lealtad
- Club Deportivo Roces
- Sporting Atlético

4 equipos de la Comarca del Nalón:
- L'Entregu C.F.
- C.D. Tuilla
- Real Titánico
- E. I. San Martín R. A.

4 equipos de la Comarca de Oviedo:
- Condal Club
- Club Deportivo Covadonga
- Club Deportivo Mosconia
- Real Oviedo Vetusta

2 equipos de la Comarca del Oriente de Asturias:
- C. D. Colunga
- Urraca C. F.

2 equipos de la Comarca de Avilés:
- Avilés Stadium C. F.
- C. D. Praviano

2 equipos de la Comarca del Caudal:
- Caudal Deportivo
- S. D. Lenense

## Clasificación
| Pos. | Equipo                     | Pts. | PJ | G  | E  | P  | GF | GC | Dif. |                                                                          |
| ---- | -------------------------- | ---- | -- | -- | -- | -- | -- | -- | ---- | ------------------------------------------------------------------------ |
| 1    | Real Oviedo Vetusta (A, C) | 89   | 34 | 28 | 5  | 1  | 82 | 14 | +68  | Ascenso a Segunda Federación                                             |
| 2    | Caudal Deportivo           | 76   | 34 | 23 | 7  | 4  | 67 | 15 | +52  | Acceso a Promoción de Ascenso a Segunda Federación y Copa del Rey        |
| 3    | C. D. Covadonga            | 73   | 34 | 22 | 7  | 5  | 59 | 17 | +42  | Acceso a Promoción de Ascenso a Segunda Federación y Copa del Rey        |
| 4    | Sporting Atlético          | 67   | 34 | 18 | 13 | 3  | 60 | 23 | +37  | Acceso a Promoción de Ascenso a Segunda Federación                       |
| 5    | C. D. Lealtad (A)          | 58   | 34 | 16 | 10 | 8  | 56 | 31 | +25  | Acceso a Promoción a Segunda Federación con Ascenso a Segunda Federación |
| 6    | C. D. Mosconia             | 58   | 34 | 16 | 10 | 8  | 45 | 31 | +14  |                                                                          |
| 7    | L'Entregu C. F.            | 51   | 34 | 14 | 9  | 11 | 44 | 44 | 0    |                                                                          |
| 8    | C. D. Praviano             | 44   | 34 | 10 | 14 | 10 | 32 | 36 | −4   |                                                                          |
| 9    | C. D. Colunga              | 41   | 34 | 10 | 11 | 13 | 45 | 43 | +2   |                                                                          |
| 10   | C. D. Tuilla               | 40   | 34 | 11 | 7  | 16 | 31 | 41 | −10  |                                                                          |
| 11   | Avilés Stadium C. F.       | 38   | 34 | 10 | 8  | 16 | 28 | 63 | −35  |                                                                          |
| 12   | U. C. Ceares               | 38   | 34 | 9  | 11 | 14 | 36 | 44 | −8   |                                                                          |
| 13   | Real Titánico              | 36   | 34 | 10 | 6  | 18 | 38 | 56 | −18  |                                                                          |
| 14   | E. I. San Martín R. A.     | 32   | 34 | 6  | 14 | 14 | 23 | 36 | −13  |                                                                          |
| 15   | S. D. Lenense              | 32   | 34 | 8  | 8  | 18 | 30 | 63 | −33  |                                                                          |
| 16   | Urraca C. F. (D)           | 27   | 34 | 5  | 12 | 17 | 35 | 56 | −21  | Descenso a Primera RFFPA                                                 |
| 17   | Condal Club (D)            | 26   | 34 | 6  | 8  | 20 | 20 | 59 | −39  | Descenso a Primera RFFPA                                                 |
| 18   | Deportivo Roces (D)        | 9    | 34 | 1  | 6  | 27 | 16 | 75 | −59  | Descenso a Primera RFFPA                                                 |

Actualizado a los partidos jugados el 11 de mayo de 2025.
 Fuente: BeSoccer

## Resultados
| Local \ Visitante      | AVI | CAU | CEA | COL | CON | COV | ENT | LEA | LEN | MOS | OVI | PRA | ROC | SAN | SPO | TIT | TUI | URA |
| ---------------------- | --- | --- | --- | --- | --- | --- | --- | --- | --- | --- | --- | --- | --- | --- | --- | --- | --- | --- |
| Avilés Stadium C. F.   | —   | 0–0 | 3–2 | 0–4 | 0–1 | 0–2 | 1–1 | 1–1 | 0–2 | 1–3 | 0–6 | 1–1 | 1–1 | 1–0 | 2–1 | 2–1 | 0–2 | 2–1 |
| Caudal Deportivo       | 3–0 | —   | 1–0 | 2–0 | 4–0 | 1–0 | 4–0 | 2–1 | 2–0 | 1–1 | 0–1 | 2–0 | 2–0 | 0–0 | 3–0 | 1–1 | 2–0 | 4–1 |
| U. C. Ceares           | 1–1 | 0–3 | —   | 2–0 | 2–0 | 3–1 | 0–0 | 0–1 | 3–0 | 1–1 | 0–3 | 1–2 | 0–0 | 2–0 | 2–2 | 2–2 | 0–1 | 1–1 |
| C. D. Colunga          | 1–1 | 0–2 | 1–2 | —   | 3–0 | 1–1 | 4–0 | 1–4 | 4–0 | 1–2 | 0–2 | 1–1 | 4–2 | 2–2 | 2–2 | 1–0 | 2–0 | 1–1 |
| Condal Club            | 1–0 | 1–1 | 2–1 | 1–1 | —   | 0–3 | 0–1 | 0–3 | 1–1 | 0–1 | 0–1 | 1–3 | 2–2 | 0–0 | 0–2 | 1–3 | 1–0 | 1–0 |
| C. D. Covadonga        | 2–1 | 0–0 | 1–0 | 3–0 | 5–0 | —   | 2–1 | 1–0 | 3–0 | 1–1 | 1–0 | 1–0 | 1–0 | 1–1 | 0–0 | 3–0 | 0–1 | 2–0 |
| L'Entregu C. F.        | 0–1 | 1–3 | 2–1 | 3–1 | 3–2 | 0–0 | —   | 1–1 | 1–1 | 0–1 | 0–2 | 1–1 | 4–0 | 3–2 | 0–2 | 2–1 | 3–2 | 1–0 |
| C. D. Lealtad          | 6–0 | 0–0 | 3–0 | 3–2 | 1–1 | 2–3 | 1–2 | —   | 4–0 | 1–0 | 0–4 | 1–1 | 2–0 | 1–0 | 0–1 | 0–0 | 1–0 | 5–1 |
| S. D. Lenense          | 1–2 | 0–3 | 1–2 | 0–0 | 2–0 | 0–3 | 1–2 | 4–4 | —   | 1–4 | 0–2 | 1–0 | 2–0 | 1–1 | 0–5 | 1–1 | 1–1 | 1–0 |
| C. D. Mosconia         | 3–1 | 0–3 | 2–1 | 0–1 | 2–0 | 1–2 | 1–1 | 0–1 | 1–0 | —   | 0–3 | 1–0 | 2–0 | 2–0 | 1–1 | 2–2 | 0–2 | 0–2 |
| Real Oviedo Vetusta    | 4–0 | 3–2 | 2–0 | 3–0 | 5–0 | 1–0 | 2–0 | 4–1 | 3–0 | 1–1 | —   | 3–1 | 3–0 | 1–0 | 0–0 | 4–1 | 3–0 | 2–0 |
| C. D. Praviano         | 0–2 | 0–1 | 1–1 | 1–1 | 1–0 | 0–5 | 2–1 | 0–0 | 0–1 | 0–0 | 0–0 | —   | 3–2 | 0–0 | 0–0 | 1–0 | 2–2 | 1–3 |
| Deportivo Roces        | 0–1 | 1–9 | 0–1 | 0–2 | 0–1 | 1–4 | 1–2 | 0–5 | 1–1 | 0–4 | 1–3 | 0–1 | —   | 1–1 | 0–3 | 1–0 | 1–2 | 0–2 |
| E. I. San Martín R. A. | 0–1 | 0–1 | 0–2 | 0–3 | 1–0 | 1–0 | 0–0 | 0–0 | 2–1 | 0–1 | 1–1 | 1–1 | 1–0 | —   | 1–1 | 2–0 | 1–0 | 2–2 |
| Sporting Atlético      | 4–0 | 2–0 | 4–0 | 1–1 | 3–0 | 0–2 | 1–1 | 1–0 | 3–0 | 0–0 | 3–3 | 0–0 | 2–0 | 3–1 | —   | 3–1 | 1–0 | 1–1 |
| Real Titánico          | 4–2 | 0–3 | 2–2 | 1–0 | 2–1 | 0–2 | 1–5 | 1–2 | 4–3 | 1–2 | 1–2 | 0–1 | 1–0 | 1–0 | 0–1 | —   | 2–0 | 2–0 |
| C. D. Tuilla           | 4–0 | 0–2 | 0–0 | 1–0 | 0–0 | 0–3 | 1–0 | 0–0 | 0–1 | 1–1 | 0–2 | 1–3 | 3–1 | 2–1 | 1–2 | 0–2 | —   | 2–1 |
| Urraca C. F.           | 0–0 | 2–0 | 1–1 | 0–0 | 2–2 | 1–1 | 1–2 | 0–1 | 1–2 | 1–4 | 1–3 | 1–4 | 0–0 | 1–1 | 1–5 | 4–0 | 2–2 | —   |

## Play Off de Ascenso a Segunda Federación
|  | Cuartos                                              | Cuartos                                              | Cuartos                                              | Cuartos                                              | Cuartos                                              |   |     | Semifinales                                          | Semifinales                                          | Semifinales                                          | Semifinales                                          | Semifinales                                          |  |
|  | 18 de mayo de 2025 (ida) 25 de mayo de 2025 (vuelta) | 18 de mayo de 2025 (ida) 25 de mayo de 2025 (vuelta) | 18 de mayo de 2025 (ida) 25 de mayo de 2025 (vuelta) | 18 de mayo de 2025 (ida) 25 de mayo de 2025 (vuelta) | 18 de mayo de 2025 (ida) 25 de mayo de 2025 (vuelta) |   |     | 1 de junio de 2025 (ida) 8 de junio de 2025 (vuelta) | 1 de junio de 2025 (ida) 8 de junio de 2025 (vuelta) | 1 de junio de 2025 (ida) 8 de junio de 2025 (vuelta) | 1 de junio de 2025 (ida) 8 de junio de 2025 (vuelta) | 1 de junio de 2025 (ida) 8 de junio de 2025 (vuelta) |  |
|  |                                                      |                                                      |                                                      |                                                      |                                                      |   |     |                                                      |                                                      |                                                      |                                                      |                                                      |  |
|  |                                                      |                                                      |                                                      |                                                      |                                                      |   |     |                                                      |                                                      |                                                      |                                                      |                                                      |  |
|  | 4.º                                                  | Sporting Atlético                                    | 2                                                    | 1                                                    | 3                                                    |   |     |                                                      |                                                      |                                                      |                                                      |                                                      |  |
|  | 4.º                                                  | Sporting Atlético                                    | 2                                                    | 1                                                    | 3                                                    |   |     |                                                      |                                                      |                                                      |                                                      |                                                      |  |
|  | 3.º                                                  | C. D. Covadonga                                      | 0                                                    | 0                                                    | 0                                                    |   |     |                                                      |                                                      |                                                      |                                                      |                                                      |  |
|  | 3.º                                                  | C. D. Covadonga                                      | 0                                                    | 0                                                    | 0                                                    |   | 4.º | Sporting Atlético                                    | 1                                                    | 0                                                    | 1                                                    |                                                      |  |
|  |                                                      |                                                      |                                                      |                                                      |                                                      |   | 4.º | Sporting Atlético                                    | 1                                                    | 0                                                    | 1                                                    |                                                      |  |
|  |                                                      |                                                      | 5.º                                                  | C. D. Lealtad                                        | 1                                                    | 1 | 2   |                                                      |                                                      |                                                      |                                                      |                                                      |  |
|  | 5.º                                                  | C. D. Lealtad                                        | 5.º                                                  | C. D. Lealtad                                        | 1                                                    | 1 | 2   | 1                                                    | 3                                                    | 4                                                    |                                                      |                                                      |  |
|  | 5.º                                                  | C. D. Lealtad                                        |                                                      |                                                      |                                                      |   |     | 1                                                    | 3                                                    | 4                                                    |                                                      |                                                      |  |
|  | 2.º                                                  | Caudal Deportivo                                     | 2                                                    | 1                                                    | 3                                                    |   |     |                                                      |                                                      |                                                      |                                                      |                                                      |  |
|  | 2.º                                                  | Caudal Deportivo                                     | 2                                                    | 1                                                    | 3                                                    |   |     |                                                      |                                                      |                                                      |                                                      |                                                      |  |
|  |                                                      |                                                      |                                                      |                                                      |                                                      |   |     |                                                      |                                                      |                                                      |                                                      |                                                      |  |